# Eurocopter EC225 Super Puma
Eurocopter EC225 Super Puma (віднедавна Airbus Helicopters H225) є далекомагістральним пасажирським вертольотом, розробленим Airbus Helicopters як наступне покоління цивільного сімейства Super Puma. Є двомоторним ПС і здатен переносити до 24 пасажирів, 2 пілотів та одного борт-провідника, залежно від варіанта комплектування.
Цивільний H225 має військовий аналог, який спочатку позначався як Eurocopter EC725. В 2015 році його перейменовано на H225M, відповідно до програми ребрендингу Airbus Helicopters.

## Розвиток
Внаслідок нафтової кризи 1973 р., паливні компанії розпочали пошук корисних копалин на береговому шельфі вглиб відкритого моря. Так виник попит на більш продуктивні апарати. Розробка EC225, як збільшеного варіанту AS332 Super Puma, було оголошено Eurocopter в червні 1998 р. Головною відмінністю EC225 від попередника AS332 є адаптація технології ротора Spheriflex та нові газотурбінні двигуни Turbomeca Makila 2A, а також удосконалена головна коробка передач (gearbox), щоб задіяти нові особливості ротора та двигуна, крім того, інтегрована політна система. Ці зміни збільшили швидкість польоту та зручність для пасажирів, посилили авіабезпеку та зменшили операційні витрати.

## Льотно-технічні характеристики
Джерело: 
Основні характеристики
- Екіпаж: 2 пілоти
- Пасажиромісткість: до 24 пас + 1 стюард
- Довжина: 19,5 м
- Висота: 4,97 м
- Діаметр несучого гвинта:

- Маса порожнього: 5256 кг
- Максимальна злітна маса: 11 200 кг
- Корисне навантаження: 11 000 кг
- Силова установка: 2 × турбовальний Turbomeca Makila 2A1   ( 1776 кВт)
- Діаметр гвинта: 16,2 м

Вантажний відсік
- об'єм : 6,8 м³
- довжина: 3,42 м
- ширина: 1,4 м
- висота: 1,22 м
- площа підлоги : 4,72 м²

Льотні характеристики
- Максимальна швидкість: 275,5 км/год
- Крейсерська швидкість: 260,5 км/год
- Бойовий радіус: 857
- Перегінна дальність: 985 км
- Швидкопідйомність: 8,7 м/с

## Оператори

### Військові
- Аргентина: Аргентинська морська префектура[7]
- Бразилія:
  - Збройні сили Бразилії: 39 одиниць, станом на 2021 рік
- Ботсвана: Збройні сили Ботсвани[8]
- Франція: Військово-морська авіація Франції[9]
- Японія: Міністерство оборони Японії[10] та Управління морської безпеки Японії[11][12][13]
- Мексика: Військово-морські сили Мексики[14][15]
- Оман: Королівські військово-повітряні сили Оману[16]
- Сингапур: Військово-повітряні сили Сингапуру отримали перший борт в березні 2021 року[17].
- Тайвань: Військово-повітряні сили Китайської Республіки[9]
- Танзанія: Військово-повітряні сили Танзанії[18]
- В'єтнам: Військово-морські сили В'єтнаму[9]
- Узбекистан: Війська протиповітряної оборони та Військово-повітряні сили Узбекистану[19]
- Таїланд: 12 одиниць, станом на кінець 2021 року[20]

### Цивільні
- Бельгія: Noordzee Helikopters Vlaanderen (приватний оператор)
- Канада: CHC Helicopter (приватний оператор)[21]
- КНР
  - Міністерство транспорту КНР[22]
  - Citic Offshore Helicopter Co. (приватний)[23]
  - Бюро громадської безпеки Гуандуна[24]
- Данія: авіакомпанія Air Greenland[25]
- Японія: Пожежний департамент Токіо[26]
- Малайзія: MHS Aviation (транспортна компанія)[27] (leased from Vietnam)[28]
- Норвегія
  - CHC Helikopter Service[29]
  - Bristow Norway[30]
- Іспанія: Агенція морської охорони та порятунку[31]
- Велика Британія
  - Babcock Mission Critical Services Offshore Ltd.[32]
  - Bristow Helicopters[33]
- Україна: Міністерство внутрішніх справ України[34]

### Бразилія
В 2008 році було укладено угоду на придбання 50 одиниць H225M для потреб трьох родів військ збройних сил Бразилії.
Станом на кінець 2021 року було передано 39 машини, всі зібрані на заводах Helibras (бразильський підрозділ Airbus Helicopters).
У листопаді 2021 року ВМС Бразилії отримали перший вертоліт H225M у «морській» версії — AH-15B. Це спільна розробка з Helibras. Він озброєний ракетами «повітря-поверхня» MBDA Exocet AM39 B2M2, системами протидії EWS IDAS-3, радаром APS143 та системою управління N-TDMS.
Новий H225M розміщено на військово-морській базі в Сан-Педро-д'Алдейя.

### Сінгапур
В 2016 році було підписано угоду на постачання певної кількості H225M Medium Lift Helicopter для Військово-повітряних сил Збройних Сил Сінгапуру. Перший вертоліт було передано 29 березня 2021 року.
У Військово-повітряних силах Сінгапуру вертольоти H225M виконуватимуть широке коло завдань, включно з пошуково-рятувальними операціями, повітряною евакуацією, надання гуманітарної допомоги та доставлення вантажів під час катастроф.

### Таїланд
У грудні 2021 року Королівські Повітряні сили Таїланду отримали чотири нові багатоцільові вертольоти H225M. З урахуванням цих останніх поставок кількість H225M вертольотів у країні досягла 12 одиниць.
Чотири новітні екземпляри були замовлені у 2018 році, і контракт передбачає, що Airbus Helicopters покриває технічну підтримку на місці та послуги з організації постійного управління льотною придатністю.

### Україна
У рамках угоди 2018 року загальною вартістю на 551 млн євро Україна має отримати 21 вертоліт цього типу, а також десять H145 та 24 типу H125.
Вони постачаються не новими, а після використання та для потреб України капітально ремонтуються та модернізуються під виконання пошуково-рятувальних операцій та транспортування. Румунське підприємство в Гімбаві працює за цією угодою над 15 гелікоптерами.
Державній службі надзвичайних ситуації (ДСНС) було передано:
- борт № 51 у грудні 2018-го,
- борт № 53 у січні 2019 року,
- борт № 52 у червні 2019-го,
- борт № 55 у січні 2020 року,
- борт № 54 у листопаді 2020 року, — втрачено внаслідок авіакатастрофи 18.01.2023[40][41]

- борт № 56 (серійний № 2745) випущений у 2010 році, у травні 2021 року[42].

Крім того три Super Puma отримала Національна гвардія:
- борт № 10 у грудні 2018 року.
- борт № 11 у грудні 2019 року.
- борт № 14 у травні 2021 року[43].
- борт № 12 «жовтий» у липня 2021 року, (серійний № 2740) випущений у 2009 році. Гелікоптер вже налітав 4724 години. Після продажу Україні пройшов ремонт і дообладнання[44].

Історія експлуатації
Станом на грудень 2020 року ДСНС повідомляв, що всі отримані раніше гелікоптери активно залучалися для виконання завдань за призначенням у 2020 році: під час ліквідації масштабних пожеж на території Чорнобильської Зони, Житомирської та Луганської областей, під час ліквідації наслідків дощових паводків у Карпатському регіоні, для виконання рейсів санавіації, а також для чергувань під час заходів із забезпечення безпеки на місцевих виборах в Україні.
7 гелікоптерів (2 для НГУ та 5 для ДСНС), через короткі строки доставлення, прибули у початковій конфігурації з мінімальним обладнанням. Інша частина гелікоптерів — починаючи із 8 по 21 у ширшій конфігурації. Надалі вказані вище 7 бортів планується модернізувати шляхом встановлення опціонального обладнання.
У лютому 2021 року Нацгвардія повідомила, що відправить Airbus Helicopters два вже отримані гелікоптери для проведення модернізації та доукомплектування.
Наприклад, Н225 НГУ с/н 2715 планується дообладнати таким обладнанням:
- УКХ-радіостанція (VHF Com) (з частотним діапазоном 30 ÷ 959.999 МГц та режим AES-256) RT5000 без використання шифрування;
- Супутниковий зв'язок (SkyTrac/SatCom) SkyTrac ISAT 100 (або 200) та / або SatCom GSM;
- Система раннього попередження зіткненню з землею (TAWS EGWPS);
- Гучномовець (система гучномовного зв'язку) Baker М1060 або NAT 251;
- Сумісність с системами нічного бачення (спеціальне освітлення кабіни пілота);
- Цифрова навігаційна карта (Цифрова карта з позначення руху) Euronav 5 або 7;
- Дзеркало для перевірки арматури зовнішнього навантаження RP;
- Пристрої захисту від пилу на вентиляційних отворах двигуна (багатоцільовий повітрозабірник);
- Система для посадки не парашутного типу з тригерами (тип EADO1) (Швидке сплетення);
- Набір комплектів для поранених (Стандартне кріплення EMS з трьома носилками);
- Набір посадкових місць, 16 сидінь для військових.

### Японія
Станом на 2021 рік цивільні, державні, військові організації в Японії мали близько 30 вертольотів сімейства Super Puma.
В лютому 2021 року берегова охорона Японії отримала десятий вертоліт H225, а в березні стало відомо, що буде придбано іще два вертольоти цього типу. Таким чином, на служба матиме 17 вертольотів серії Super Puma, із них 15 одиниць H225 та дві одиниці AS332.
Берегова охорона Японії використовує вертольоти цього типу для виконання завдань з охорони порядку, гуманітарних місій, тощо.

## Інциденти та катастрофи
- 18 лютого 2009 — EC225 LP (G-REDU, компанія Bond Offshore Helicopters): вертоліт зачепив поверхню води внаслідок помилки екіпажу під час нічного візуального заходу на посадку на морську нафтогазову платформу ETAP (Eastern Trough Area Project). На борту перебувало 18 осіб, жертв удалося уникнути[47].
- 10 травня 2012 — EC225 LP (G-REDW): аварійна посадка на воду в Північному морі на схід від Абердіна через поломку головної коробки передач, що призвела до роз'єднання приводу обох механічних масляних насосів. Аварійна система змащування коробки передач працювала, але відображала помилковий попереджувальний індикатор через неправильну специфікацію реле тиску. Постраждалих немає[48].
- 22 жовтня 2012 — EC225 LP (G-CHCN, компанія CHC Scotia): аварійна посадка і затоплення в Північному морі поблизу Шетландських островів через причину, аналогічну попередньому інциденту[48]: відмова масляних насосів та помилкове попередження про несправність аварійної системи. Жертв немає[49].
- 29 квітня 2016 — EC225 LP (LN-OJF, компанія CHC Helicopter): гелікоптер, який перевозив нафтовиків з платформи Gullfaks B у Північному морі, розбився поблизу норвезького острова. Через руйнування шестерні в редукторі несучого гвинта він від'єднався від гелікоптера, який упав та вибухнув від удару. Загинули два члени екіпажу та 11 пасажирів[50].
- 18 січня 2023 — EC225 (б/н 54, ДСНС України): гелікоптер розбився у міській забудові Броварів, Київська область. Загинули 10 осіб на борту та 4 — на землі, включаючи дитину в дитсадку; поранень зазнали щонайменше 29 осіб.